# Tumbao
Le tumbao désigne généralement la forme rythmique du son cubain. Ce mot dérive du terme "tumbado" qui signifie notamment "tombé à la renverse". Le tumbao est le pattern joué par la basse ou la contrebasse dans le son, la salsa, le latin jazz, le mambo, etc. S'il existe de nombreuses variations, le motif consiste à jouer le "2 et demi" et le "4" de chaque mesure, en 4/4. On appelle également la marche jouée par les congas "tumbao" et parfois même les motifs du piano (appelés aussi montuno).